# Жимель, Жорж
Жорж Жимель (фр. Georges Gimel; 8 марта 1898, Домен, Изер — 21 января 1962, Межёв) — французский художник, скульптор, график и иллюстратор.

## Жизнь и творчество
Жорж Жимель родился в небольшой деревеньке во французских Альпах, куда его предки-гугеноты переселились ещё во времена религиозных войн. Изучал живопись в Школе промышленного искусства (École des Arts Industriels) в Гренобле, затем — в Париже, где прожил 20 лет. Обучался там в Школе изящных искусств под руководством Жан-Поля Лорана. В 1916 он поступает в Школу декоративного искусства, где надеется улучшить свою технику рисунка.
В конце 1916 года Жорж Жимель уходит добровольцем на фронт. Воевал на Марне, там же появились его первые рисунки на военную тематику. За неделю до окончания Первой мировой войны Жимель попадает под газовую атаку немцев, после чего долго лечится в госпиталях. После демобилизации, в 1919 году художник возвращается в Школу изящных искусств, учится в Академии Жюлиана. Работает совместно со своим фронтовым товарищем, скульптором Анри-Луи Бушаром. К этому времени относятся первые скульптуры Жимеля и его резьба по дереву.
В 20-е — 30-е годы XX века Жорж Жимель становится активным участником парижского бомонда. К этому периоду относятся многие сделанные им портреты, в том числе Колетт, Евы Кюри, Луи Жюве и других деятелей парижской интеллигенции и моды. Жимель становится членом Салона независимых, неоднократно выставляет свои работы в Осеннем салоне: для последнего пишет «La cueillette des amandes» — самую крупную салонную картину 1927 года. Выступал также как иллюстратор художественной литературы, в частности работал вместе с Жаном де Брюноффом, создателем детской серии о слоне Бабаре. Художник также разрабатывал рисунки тканей для модельеров Пауля Пуаре и Жана Пату, создавал модели для стеклянных изделий. В 1934 году проходит выставка работ Ж. Жимеля в галерее Шарпентье, его литографии приобретаются ватиканскими музеями и Национальной библиотекой Франции. Рисовал, кроме портретов, также пейзажи, натюрморты, цветы.
В середине 1930-х годов, в связи с ухудшившимся состоянием здоровья (последствия газовой атаки) художник покидает Париж и оседает в Межёве, в горной Савойе. В 1937 году его работы выставляются на Всемирной выставке в Париже (им были специально написаны несколько полотен, посвящённых зимним видам спорта).
После окончания Второй мировой войны художник концентрируется исключительно на живописи по эмали. Он устанавливает в своём замке в Межёве гигантскую печь, в которой экспериментирует с красками и материалом. В 1949 году 91 одна его работа выставляется в парижской галерее Бернхейм (Bernheim-Jeune). При посредстве французского МИДа работы по эмали Ж. Жимеля демонстрируются в Саарбрюккене, Риме и в Йельском университете. Работы по эмали Жимеля украшают также местную церковь Межёва.
Художник, в возрасте 62-х лет, скончался на катке в Межёве, танцуя вальс с молодой девушкой.